# Contea di Madison (Texas)
La contea di Madison in inglese Madison County è una contea dello Stato del Texas, negli Stati Uniti. La popolazione al censimento del 2010 era di 13 664 abitanti. Il capoluogo di contea è Madisonville. La contea è stata creata nel 1853 ed organizzata l'anno successivo. Il suo nome deriva da James Madison, quarto presidente Presidente degli Stati Uniti d'America (1809–1817).

## Geografia fisica
| Anno | Popolazione | ±%     |
| ---- | ----------- | ------ |
| 1860 | 2,238       | Note:  |
| 1870 | 4,061       | 81.5%  |
| 1880 | 5,395       | 32.8%  |
| 1890 | 8,512       | 57.8%  |
| 1900 | 10,432      | 22.6%  |
| 1910 | 10,318      | −1.1%  |
| 1920 | 11,956      | 15.9%  |
| 1930 | 12,227      | 2.3%   |
| 1940 | 12,029      | −1.6%  |
| 1950 | 7,996       | −33.5% |
| 1960 | 6,749       | −15.6% |
| 1970 | 7,693       | 14.0%  |
| 1980 | 10,649      | 38.4%  |
| 1990 | 10,931      | 2.6%   |
| 2000 | 12,940      | 18.4%  |
| 2010 | 13,664      | 5.6%   |

Secondo l'Ufficio del censimento degli Stati Uniti d'America la contea ha un'area totale di 472 miglia quadrate (1220 km²), di cui 466 miglia quadrate (1210 km²) sono terra, mentre 6,4 miglia quadrate (17 km², corrispondenti alL'1,3% del territorio) sono costituiti dall'acqua.

### Strade principali
- Interstate 45
- U.S. Highway 190
- State Highway 21
- State Highway 75
- State Highway 90
- State Highway OSR

### Contee adiacenti
- Leon County (nord)
- Houston County (nord-est)
- Walker County (sud-est)
- Grimes County (sud)
- Brazos County (sud-ovest)

## Amministrazione
La Ferguson Unit, una prigione maschile della Texas Department of Criminal Justice, si trova in una zona non incorporata della contea.